# Prospect (Maine)
Prospect es un pueblo ubicado en el condado de Waldo en el estado estadounidense de Maine. En el Censo de 2010 tenía una población de 709 habitantes y una densidad poblacional de 13,55 personas por km².

## Geografía
Prospect se encuentra ubicado en las coordenadas 44°33′54″N 68°52′22″O / 44.56500, -68.87278. Según la Oficina del Censo de los Estados Unidos, Prospect tiene una superficie total de 52.33 km², de la cual 46.85 km² corresponden a tierra firme y (10.46%) 5.48 km² es agua.

## Demografía
Según el censo de 2010, había 709 personas residiendo en Prospect. La densidad de población era de 13,55 hab./km². De los 709 habitantes, Prospect estaba compuesto por el 98.45% blancos, el 0.28% eran afroamericanos, el 0.42% eran amerindios, el 0.14% eran asiáticos, el 0% eran isleños del Pacífico, el 0% eran de otras razas y el 0.71% pertenecían a dos o más razas. Del total de la población el 0.28% eran hispanos o latinos de cualquier raza.